# Mikołaj Sarnecki
Mikołaj Sarnecki (ur. 29 lipca 1987 roku w Pucku) – polski siatkarz, grający na pozycji atakującego. Po kilku latach gry międzynarodowej, kontynuuje karierę w częstochowskim AZS-ie występującym obecnie na II ligowych parkietach.

## Kariera reprezentacyjna
Barwy reprezentacji narodowej bronił w kategorii kadetów. W 2005 roku z Polską w tym przedziale wiekowym wywalczył mistrzostwo Europy.
W 2009 roku otrzymał powołanie do kadry B od Grzegorza Wagnera, aktualnego selekcjonera drugiej reprezentacji Polski.

## Kariera zawodnicza
Karierę zawodniczą rozpoczynał w Korabie Puck. Potem grał w młodzieżowej drużynie Skry Bełchatów, z którą w 2006 roku wywalczył mistrzostwo Polski juniorów. W międzyczasie był absolwentem Szkoły Mistrzostwa Sportowego w Spale. Od sezonu 2006/2007 reprezentował zespół rezerw bełchatowskiego klubu, występującego w I lidze. Z tą drużyną w owych rozgrywkach w 2007 roku uplasował się na 5. miejscu. W tym samym roku został włączony do pierwszego składu. Po tym jak Skra II Bełchatów zamieniała się ligami z Siatkarzem Wieluń, Mikołaj Sarnecki występował w Wieluniu, gdzie w 2009 r. zajął 1. miejsce w I lidze i wywalczył awans do Plusligi. W 2011 roku miał przenieść się do zespołu EnBW TV Rottenburg, nie doszło jednak do porozumienia z klubem Bundesligi i Sarnecki wrócił do Wielunia. Po tym jak zespół wycofał się z rozgrywek I ligi przeniósł się na Słowację do VK Chemes Humenné. Tam wywalczył tytuł mistrza kraju w 2014 r.

## Sukcesy klubowe
Mistrzostwa Polski Juniorów:
- 2006

Mistrzostwo I Ligi:
- 2009

Mistrzostwo Słowacji:
- 2014
- 2013
- 2016

MEVZA:
- 2014

## Sukcesy reprezentacyjne
Mistrzostwa Europy Kadetów:
- 2005

## Nagrody indywidualne
- 2006: Najlepszy atakujący Mistrzostw Polski Juniorów
- 2016: Najlepszy atakujący słowackiej Ekstraligi w sezonie 2015/2016